# Malte Meinshausen
Malte Meinshausen ist ein deutscher Umweltwissenschaftler und Klimaforscher. Er ist Associate Professor am Australian-German College of Climate & Energy Transitions der University of Melbourne und war als Autor an verschiedenen Berichten des Weltklimarats IPCC beteiligt.

## Leben und Wirken
Meinshausen studierte ab 1995 Umweltwissenschaften an der ETH Zürich und schloss dieses Studium 2001 mit dem Diplom ab. Zwischenzeitlich war er 1999 und 2000 an der University of Oxford eingeschrieben, wo er im Studiengang "Environmental Change & Management" einen Master of Science erwarb. Zwischen 2001 und 2005 promovierte er an der ETH Zürich in Umweltwissenschaften zu internationaler Klimapolitik und -ökonomie. Nach einer Zeit als Postdoc am National Center for Atmospheric Research in den USA wechselte er 2006 an das Potsdam-Institut für Klimafolgenforschung. Seit 2012 ist er darüber hinaus Associate Professor und stellvertretender akademischer Leiter des Australian-German College of Climate & Energy Transitions an der University of Melbourne.
Neben seiner Forschung trug Meinshausen in mehreren Funktionen zu verschiedenen IPCC-Berichten bei, die den wissenschaftlichen Forschungsstand zum Klimawandel zusammenfassen. Unter anderem war er als Autor an drei Kapiteln des 2007 erschienenen Vierten Sachstandsberichts beteiligt, schrieb an den einführenden Kapiteln des Fünften Sachstandsberichts mit und war einer der Leitautoren des einführenden Kapitels des Sechsten Sachstandsberichtes. Er zählt außerdem zum Kernautorenteam des Synthesereportes zum Sechsten Sachstandbericht.
Sein h-Index lag mit Stand März 2025 bei 80.

## Schriften (Auswahl)
- Malte Meinshausen et al.: Realization of Paris Agreement pledges may limit warming just below 2 °C. In: Nature. Band 604, 2022, S. 304–309, doi:10.1038/s41586-022-04553-z.
- Malte Meinshausen et al.: The shared socio-economic pathway (SSP) greenhouse gas concentrations and their extensions to 2500. In: Geoscientific Model Development. Band 13, 2020, S. 3571–3605, doi:10.5194/gmd-13-3571-2020.
- Joeri Rogelj et al.: A new scenario logic for the Paris Agreement long-term temperature goal. In: Nature. Band 573, 2019, S. 357–363, doi:10.1038/s41586-019-1541-4.
- Johan Rockström et al.: A roadmap for rapid decarbonization. In: Science. Band 355, Nr. 6331, 2017, S. 1269–1271, doi:10.1126/science.aah3443.
- Joeri Rogelj et al.: Paris Agreement climate proposals need a boost to keep warming well below 2 °C. In: Nature. Band 534, 2016, S. 631–639, doi:10.1038/nature18307.
- Joeri Rogelj, Malte Meinshausen, Reto Knutti: Global warming under old and new scenarios using IPCC climate sensitivity range estimates. In: Nature Climate Change. Band 2, 2012, S. 248–253, doi:10.1038/nclimate1385.
- Malte Meinshausen et al.: The RCP greenhouse gas concentrations and their extensions from 1765 to 2300. In: Climatic Change. Band 109, 2011, doi:10.1007/s10584-011-0156-z.
- Detlef P. van Vuuren et al.: The representative concentration pathways: an overview. In: Climatic Change. Band 109, Nr. 5, 2011, doi:10.1007/s10584-011-0148-z.
- Malte Meinshausen et al.: Emulating coupled atmosphere-ocean and carbon cycle models with a simpler model, MAGICC6 – Part 1: Model description and calibration. In: Atmospheric Chemistry and Physics. Band 11, 2011, S. 1417–1456, doi:10.5194/acp-11-1417-2011.
- Myles R. Allen et al.: Warming caused by cumulative carbon emissions towards the trillionth tonne. In: Nature. Band 458, 2009, S. 1163–1166, doi:10.1038/nature08019.
- Malte Meinshausen et al.: Greenhouse-gas emission targets for limiting global warming to 2 °C. In: Nature. Band 458, 2009, S. 1158–1162, doi:10.1038/nature08017.